# Architettura contemporanea

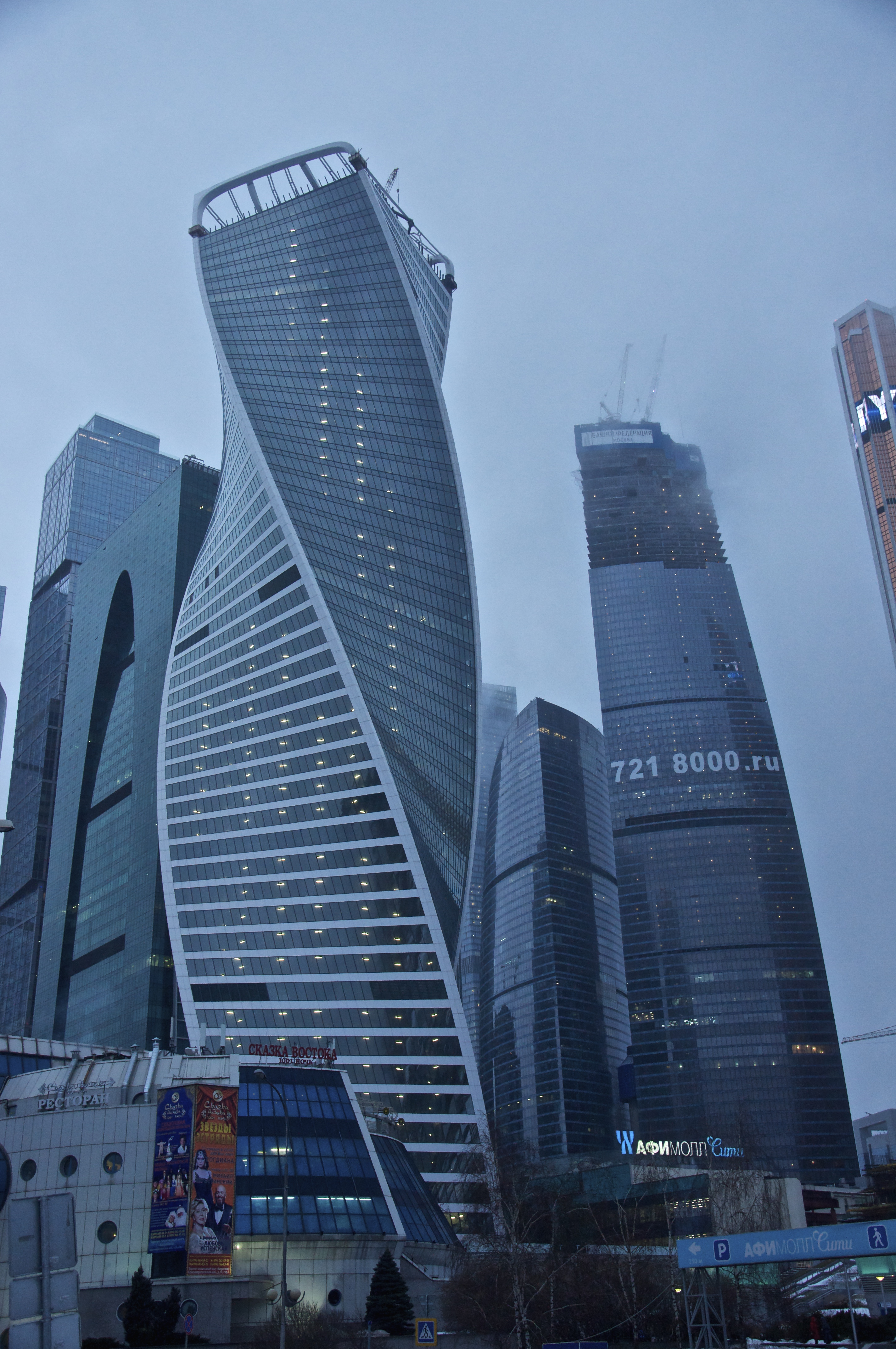
Evolution Tower di Mosca (2012)

L'architettura contemporanea, convenzionalmente, è quell'architettura prodotta dal secondo dopoguerra in poi.

## Storia

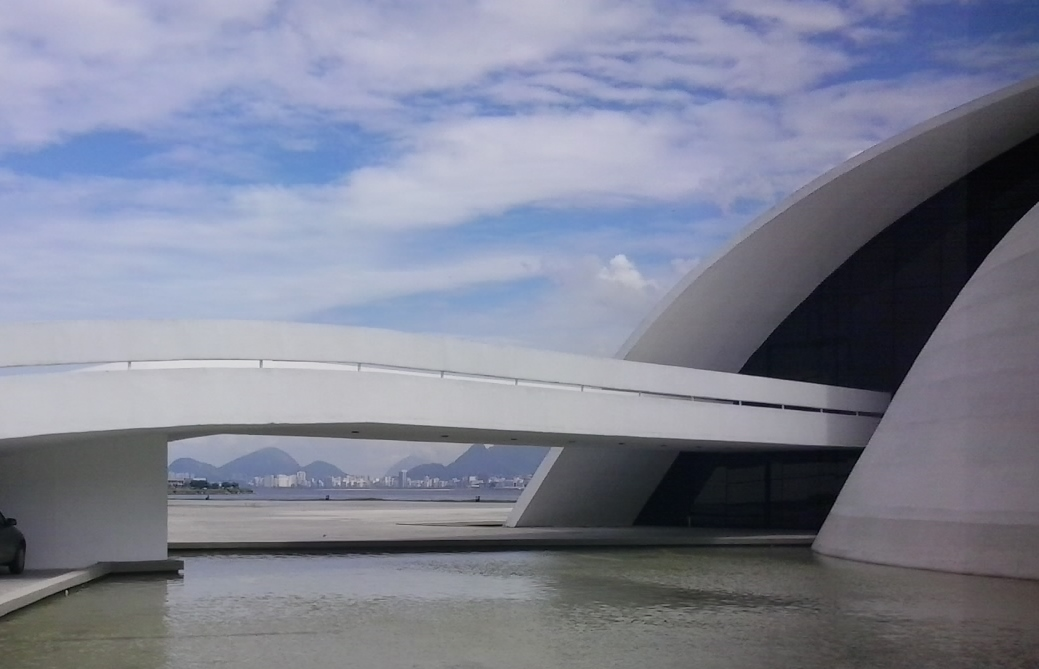
Fondazione Oscar Niemeyer

Dal secondo dopoguerra in poi, architetti come Walter Gropius, Frank Lloyd Wright, Le Corbusier, Oscar Niemeyer, James Stirling, Renzo Piano, Zaha Hadid e altri, hanno modificato radicalmente la percezione dello spazio pubblico e privato, divenendo imprescindibili punti di riferimento dell'estetica contemporanea. Gli architetti contemporanei lavorano con stili diversi, ricercando forme nuove e sperimentando utilizzando tecnologie avanzate e nuovi materiali da costruzione che consentono la costruzione di edifici più alti e più resistenti e con forme più ricercate. Le diverse forme dell'architettura contemporanea sono accomunate dall'uso della progettazione assistita da computer e da software che consentono di progettare e modellare edifici con maggiore precisione e velocità. I diversi movimenti architettonici sono caratterizzati dall'impiego di strutture in cemento armato, acciaio, legno, vetro o alluminio con forme diverse e inusuali rispetto al passato e, mentre i principali monumenti dell'architettura moderna nel XX secolo erano per lo più concentrati negli Stati Uniti e nell'Europa occidentale, l'architettura contemporanea ha esempi mirabili in tutti i continenti.

## Descrizione
Il breve lasso di tempo che intercorre tra la produzione dell'opera architettonica e la lettura critica dell'opera stessa è tale che l'individuazione delle correnti di pensiero dei progettisti e la qualità delle loro opere è spesso controversa e molto dibattuta. La difficile determinazione dell'intervallo temporale delle opere appartenenti a questa definizione dipende dal concetto di "contemporaneità" che in architettura, così come nell'arte, nella musica o nel teatro, è cronologicamente dinamico. Ogni opera di architettura è "contemporanea" nel momento in cui viene creata. Solo dopo diversi decenni e con una più ampia prospettiva storica, sarà possibile riscontrare le similitudini formali, concettuali, tecnologiche o strutturali tra diverse opere che possano determinare la definizione di una corrente architettonica con altra denominazione.

## Principali correnti
- Neorealismo architettonico (1940–tardo 1970). Nasce in reazione al Movimento moderno e alla sua ricerca di standardizzazione. Riprende la tradizione architettonica italiana con la ricostruzione di diversi quartieri residenziali come il quartiere Tiburtino a Roma o il quartiere Falchera a Torino.
- Brutalismo (1950–1970). Fa largo uso del cemento a vista ed è caratterizzato dalle forme geometriche semplici e squadrate. Alcuni esempi sono la Torre Velasca a Milano o il Royal National Theatre a Londra.
- International Style (1930-1960). La naturale prosecuzione del Movimento Moderno negli USA. I suoi principali architetti sono Oscar Niemeyer e Gio Ponti.
- Nuova architettura organica. Riprende la filosofia di Frank Lloyd Wright e Alvar Aalto. Alcuni suoi esponenti sono Jørn Utzon e Eero Saarinen.
- Architettura purista, New York Five (1970-). Gruppo di architetti che rielaborano l'architettura razionalista in chiave di pura ricerca estetica. Esempio: chiesa di Dio Padre misericordioso e copertura dell'Ara pacis di Richard Meier.
- Architettura postmoderna (1960–tardo 2010). Recupero degli ordini architettonici e delle forme classiciste, talvolta utilizzate in modo ironico o allusivo. I principali esponenti di questa corrente sono Philip Johnson, Charles Moore e Aldo Rossi.
- Blob (1960–). Caratterizzata da forme fluide e curvate.
- High-tech (1970–). Ricerca basata sulle più innovative e avanzate tecnologie edilizie, spesso lasciate volutamente a vista. Alcuni esempi sono Norman Foster, Renzo Piano, Richard Rogers.
- Decostruttivismo (1980–). Punta a decostruire i volumi tradizionali degli edifici facendo uso di piani e geometrie instabili. Frank Gehry, Daniel Libeskind, Zaha Hadid.